# Eucalyptus gregoriensis
Eucalyptus gregoriensis är en myrtenväxtart som beskrevs av Neville Grant Walsh och D.E. Albrecht. Eucalyptus gregoriensis ingår i släktet Eucalyptus och familjen myrtenväxter. Inga underarter finns listade i Catalogue of Life.